# ジェネラル・ホスピタル
ジェネラル・ホスピタル（General Hospital）は、米ABCで1963年4月1日から放送されているソープオペラ（昼ドラ）。略称はGH。日本語表記では総合病院と略する。デイタイム・エミー賞の作品賞では最多の14度受賞されている。昼ドラとしては『コロネーション・ストリート』に次いで世界2位の放送を誇る。全米最長寿のソープオペラとしてギネス世界記録に認定されている。2023年に60周年、放送も15000回を突破した。舞台はニューヨーク州ポートチャールズ（架空の都市）。NBCの『ザ・ドクターズ』に対抗して製作された。なお、『ザ・ドクターズ』は1982年に放送終了されている。マーク・ハミルが出演したことでも知られる。

## 現在の主要出演者
- ダミアン・スピネッリ：ブラッドフォード・アンダーソン
- サニー・コリンソズ：モーリス・ベナード
- ルル・スペンサー：ジュリー・マリー・バーマン
- その他の出演者はen:List of General Hospital cast membersを参照。